# Burgstall Altenburg (Meckenhausen)
Die Altenburg ist eine abgegangene Wasserburg am Nordostrand des Gemeindeteils Meckenhausen von Hilpoltstein im mittelfränkischen Landkreis Roth in Bayern.
Sie ist unter dem Aktenzeichen D-5-6833-0333 als Bodendenkmal in die bayerische Denkmalliste eingetragen. Die heute auf dem Burgplatz befindlichen Gebäude sind modern, das Areal ist nur noch als leicht erhöhtes Gelände identifizierbar.

## Geschichte
Die Burg war Sitz der Herren von Meckenhausen, die zwischen 1122 und 1359 in der historischen Überlieferung erscheinen. Die Burg selbst wird 1329 erstmals ausdrücklich genannt. Als Ortsadelige folgten die Groß von Meckenhausen, die sehr wahrscheinlich ein Zweig des Nürnberger Patriziergeschlechts Groß waren. 1384 wurde ein Stefan Groß zu Meckenheim auf der Altenburg erwähnt. 1414 wurde die Burg als verfallen bezeichnet. 1422 bestätigte König Sigismund einem Hans Groß von Meckenhausen auf der Altenburg, dass das damals zerstörte Schloss in Meckenhausen – eine zweite Burg – sein freies Eigentum sei. Offensichtlich hatte sich das Geschlecht der Groß einen zweiten Herrensitz errichtet, so dass die Altenburg verfiel. Nachdem das Schloss zerstört worden war, diente die offenbar wiederhergerichtete Altenburg 1422 wieder als Wohnsitz.1462 bestätigte Kaiser Friedrich III. dem Hanns Nörtweiner den Freibrief König Sigismunds und erwähnte dabei einen Burgstall oder Schloss, das von Vorhof, Gärten und Gräben umgeben war. Aus der Formulierung wird nicht deutlich, welche der beiden Anlagen gemeint war. 1532 ist der vormalige Freihof dem Burggrafen von Nürnberg als Lehen aufgetragen worden und in eine Erbschenke umgewandelt worden. Laut dem Nürnberger Salbuch von 1544 gehörte diese Schenke „auf dem Burgstall und Wall“ damals einem Peter Rühl. 1568 wurde das Gebäude durch einen Neubau ersetzt, der bis zu Beginn des 20. Jahrhunderts auf dem Burgwall im Osten stand und als Gasthaus diente. Der Wassergraben ist im 20. Jh. zugeschüttet worden.